# هاري فلاور
هاري فلاور (بالإنجليزية: Harry Flower)‏ هو لاعب دوري الرغبي أسترالي، ولد في 30 أكتوبر 1900 في سيدني في أستراليا، وتوفي في 6 سبتمبر 1970 في Beverly Hills, New South Wales ‏ في أستراليا.